# Aniseia martinicensis
Aniseia martinicensis är en vindeväxtart som först beskrevs av Nikolaus Joseph von Jacquin, och fick sitt nu gällande namn av Jacques Denys Denis Choisy. Aniseia martinicensis ingår i släktet Aniseia och familjen vindeväxter. IUCN kategoriserar arten globalt som livskraftig. Utöver nominatformen finns också underarten A. m. nitens.